# Lü Dongbin
Lü Dongbin (chiń. 呂洞賓; pinyin Lǚ Dòngbīn) – w mitologii chińskiej jeden z Ośmiu Nieśmiertelnych. Uznawany za najważniejsze bóstwo z tej grupy, przypisuje mu się wiele fantastycznych przygód. Patron wojowników i fryzjerów. Jego symbolem jest miecz, którym zabija demony.
Według legend żył w okresie panowania dynastii Tang lub w czasach dynastii Song i w czasie wojny miał opowiedzieć się po stronie dynastii Liao. Miał flirtować z He Xiangu, którą przyłączył do grupy Ośmiu Nieśmiertelnych.